# Sarah Rice
Sarah Rice, död 1842, var en brittisk affärsidkare.
Hon var en förmögen arvtagare med kontakter med Samsonware. Hon gifte sig med Henry Rice, kapten i brittiska Ostindiska kompaniet. Hennes make startade ett framgångsrikt företag som hyrde ut brevduvor och bedrev bankverksamhet, känd som Latham, Rice and Co (Samuel Latham, Sarah Rice and Henshaw Latham) i Dover. 
Hon blev firmans verkställande direktör när hennes make avled 1797, och drev den sedan tills hennes son Edward Royds Rice blev myndig, varpå hon 1811 överlät direktörskapet på honom. Hennes brevduvor ska ha fört nyheten om segern vid Waterloo 1815 till London. 
Sarah Rice är känd som en av de potentiella förebilderna för karaktären Mrs Norris i Mansfield Park av Jane Austen.